# Pseudohadena gnorima
Pseudohadena gnorima là một loài bướm đêm trong họ Noctuidae.